# Tueur de prostituées du Cap
Cape Town Prostitute Killer ou (Tueur de Prostituées du Cap) également surnommé Cape Town Strangler, est un tueur en série sud-africain non identifié ayant sévi entre 1992 et 1996 dans la ville du Cap en Afrique du Sud.
Il est accusé d’avoir étranglé 16 prostituées et trois employées de maison au Cap. Son mode opératoire consiste à approcher ses victimes par temps de pluie, les étrangler dans sa voiture, puis abandonner leurs corps dans des lieux choisis à l’avance. 
Un suspect est arrêté en lien avec l’un des meurtres attribués au Tueur de Prostituées du Cap avant  d'être libéré un an plus tard faute de preuves.

## Description
Entre 1992 et 1996, le tueur assassine par strangulation 16 prostituées et trois employées de maison au Cap. Le soir, il aborde ses victimes le long de la rue Voortrekker, les fait monter dans son véhicule et se rend sur un parking. Là, il leur ordonne de se déshabiller, les frappe au visage puisque toutes présentent des blessures à la mâchoire, puis les force à s’asseoir sur ses genoux avant de les étrangler. Il transporte ensuite le corps sur un autre lieu pour s’en débarrasser.  La pluie, fréquente lors de ses crimes, efface les traces de pneus et autres indices médico-légaux.
Dans certains cas, il enterre ses victimes de manière superficielle. D’autres fois, il dispose les corps dans des positions suggestives pour faire croire à un viol. Pourtant, aucun sperme ni signe de pénétration forcée n’est retrouvé sur les victimes, ce qui suggère que le tueur souffre peut-être de troubles sexuels.
Il dépose chaque corps dans un lieu différent, mais après son onzième meurtre, il manque d’emplacements nouveaux pour les abandonner, ce qui permet aux enquêteurs d’établir un lien entre les crimes.
Il est reccommandé par la suite aux prostituées de fournir leurs empreintes digitales à la police pour faciliter leur identification en cas de meurtre.  Par mesure de précaution, proxénètes et prostituées notent les plaques d’immatriculation de chaque véhicule qui les prend en charge. Malgré ces efforts, sept autres victimes sont assassinées, dont Gloria Samuels, 39 ans. Son corps est découvert en état de décomposition avancée, avec une bouteille de Coca placée dans son vagin.
La dernière victime est Theresa van der Vint, une prostituée de 16 ans.Elle est la 19e et la plus jeune victime.

## Suspect
Une prostituée confie à un sergent qu’un de ses clients fantasme sur l’idée d’introduire des bouteilles de Coca dans les parties génitales des femmes. Il s’agit d’un homme âgé, au chômage, qui vit dans une caravane près de Voortrekker Road. L’homme a des difficultés à avoir une érection et fréquente régulièrement des prostituées. Il conduit aussi une voiture de police bleue et blanche, correspondant à la description d’un véhicule aperçu près de l’endroit de découverte du corps de Gloria Samuels. 
Son ex-femme déclare qu’il disparaît souvent pendant des heures sans donner d’explications. L’homme prétend souffrir de pertes de connaissance et d’amnésie. Pourtant, lorsqu’il se rend à l’hôpital le lendemain du meurtre de Samuels, les médecins constatent qu’il ne présente aucun symptôme de perte de mémoire.
En avril 1996, les enquêteurs interrogent l’homme. Lors de l’interrogatoire, le suspect déclare que, même s’il a peut-être tué la femme, il n’en garde aucun souvenir. Il est libéré et reste en liberté jusqu’au 21 juin 1996. 
Ce jour-là, il appelle le poste de contrôle de la police locale et menace d’assassiner d’autres femmes dès que son bakkie sera réparé. L’appel est enregistré et la voix correspond à celle du suspect. Il est ensuite arrêté et transféré au pénitencier de Pollsmoor. Durant sa détention, il se lie d’amitié avec Norman Afzal Simons, un meurtrier connu sous le nom de «l’Étrangleur de la gare». Une fouille de son bakkie permet de retrouver les empreintes digitales de Katrina Seliston, la seizième victime de l’étrangleur. Il est inculpé pour ce meurtre, mais libéré en septembre 1997.
Des années plus tard, on découvre qu’un policier avait apposé les empreintes digitales de Seliston sur le véhicule du suspect.

## Note et Références

### Note
- (en) Cet article est partiellement ou en totalité issu de l’article de Wikipédia en anglais intitulé « Cape Town Prostitute Killer » (voir la liste des auteurs).